# إيفان بيتروفيتش (لاعب كرة قدم صربي)
إيفان بيتروفيتش (3 يوليو 1993 في صربيا - ) هو لاعب كرة قدم صربي في مركز الوسط. شارك مع منتخب صربيا تحت 19 سنة لكرة القدم. أما مع النوادي، فقد لعب مع نادي بارتيزان وFC Gorodeya ‏ ونادي برجيتسي ‏ ورادنيتشكي 1923 ‏.

## وصلات خارجية
- إيفان بيتروفيتش (لاعب كرة قدم صربي) على موقع الاتحاد الأوربي (الإنجليزية)
- إيفان بيتروفيتش (لاعب كرة قدم صربي) على موقع قاعدة بيانات كرة القدم.إي يو (الإنجليزية)
- إيفان بيتروفيتش (لاعب كرة قدم صربي) على موقع Soccerway.com (الإنجليزية)
- إيفان بيتروفيتش (لاعب كرة قدم صربي) على موقع AS.com (الإسبانية)